# Rezolucija Vijeća sigurnosti UN-a 761
Rezolucijom Vijeća sigurnosti UN-a 761, jednoglasno usvojenom 29. lipnja 1992., nakon ponovnog potvrđivanja rezolucija 713 (1991.), 721 (1991.), 724 (1991.), 727 (1992.), 740 (1992.), 743 (1992.), 749 (1992.), 752 (1992.), 757 (1992.), 758 (1992.) i 760 (1992.), Vijeće je ovlastilo glavnog tajnika da odmah rasporedi dodatne elemente Zaštitnih snaga Ujedinjenih naroda u Hrvatskoj i Bosni i Hercegovini tijekom ratova u bivšoj Jugoslaviji.
Vijeće je odobrilo raspoređivanje kako bi se osigurala sigurnost i funkcioniranje Međunarodne zračne luke Sarajevo kako bi se olakšala dostava humanitarne pomoći, apelirajući na sve strane da surađuju sa Snagama u ponovnom otvaranju zračne luke. Također je pozvao strane da poštuju prekid vatre i surađuju sa snagama, međunarodnim organizacijama i državama članicama u pružanju pomoći.
Rezolucijom 761 snage u Sarajevu povećane su na jednu pješačku bojnu, a Rezolucijom 764 na dvije. Snage će štititi zračnu luku budući da su nju i glavni grad 5. lipnja 1992. napali bosanski Srbi.

## Vanjske poveznice
| Wikizvor | Engleski Wikizvor ima izvorni tekst na temu: United Nations Security Council Resolution 761 |

- Text of the Resolution at undocs.org